# Bikafalva
Bikafalva (románul Tăureni) falu Romániában, Erdélyben, Hargita megyében. Közigazgatásilag Felsőboldogfalvához tartozik.

## Fekvése
Bikafalva ősi székely település, Hargita megye déli részén fekszik a Nagy-Küküllő jobb partján, a Székelyudvarhelyt Segesvárral összekötő főút mentén, Székelyudvarhelytől 6 kilométerre.
A legendás Csicsér hegy alatt fekszik 450 méteres tengerszint feletti magasságban. A falun keresztül folyik a Sükő pataka.
Vasútállomása van „Feliceni” (Felsőboldogfalva) néven a Segesvár–Székelyudvarhely-szárnyvonalon.

## Nevének eredete
Benkő József szerint eredeti neve Nagyküküllőfalva volt, a hagyomány szerint mostani nevét onnan kapta, hogy Basta pusztításai idején egész Udvarhelyszéken itt maradt meg az egyetlen bika. A ferencesek szerint egykor Szentlukácsfalva néven is ismert volt.

## Története
A falu 1334-ben már biztosan templomos hely volt, amely azonban elpusztult, mert 1684-ig nem volt temploma. Neve 1567-ben Bijkafalva alakban tűnik fel. 1814-ben a faluban tűzvész pusztított, melyben a templom is megrongálódott. 1848-ban a visszavonuló császári csapatok a falut felgyújtották. 1910-ben 414, 1992-ben 435 magyar lakosa volt. A trianoni békeszerződésig Udvarhely vármegye Udvarhelyi járásához tartozott.
Bikafalva eredeti neve Szent Lukácsfalva volt. Első írásos említése 1334-ből való. Akkor szerepelt a pápai tizedjegyzékben, ami azt igazolja, hogy akkor már szervezett település volt, templomot és lelkészi állást tartott fenn.
A falu mai elnevezése is az ősi névből vezethető le. Ősi templomára bizonyosan valahová felfestették az egyházközség védőszentjének, Lukács evangélistának a jelképét, a bikát. Erről nevezték el a köznapi nyelvben Bikásfalvának, mely elnevezésből elkopott az „s” rag, és maradt a falu mai neve: Bikafalva. A középkorban, egy időben ez elnevezéssel párhuzamosan hívták a falut még Nagyküküllő falvának is.
A falu ősi temploma nem maradt fenn. Mai műemlék jellegű református templomát szakemberek véleménye szerint az 1800-as évek elején építhették, feltehetően az 1814. évi tűzvész után. A 2005-ös árvízben tönkretett templom javítása során a munkások, a korábbi valószínűleg az 1680-as évek elején épült templom alapjaira bukkantak. A templom egész belsejében látszott a valaha kisebb templomalapja és mintegy 20 cm felmenő fala, amit a régészek feltártak.
Egyházi értékei még az 1886-ban, Sopronban öntött kis harang, melynek súlya 180 kg. A nagyobbik harangot 1927-ben öntötték az olaszországi Udine városában, az első világháborúba hurcolt harang helyett. Ennek súlya 270 kg. Az orgona 1910-ben épült, és sípjai a háborút szintén megszenvedték. Helyreállítása 1925-ben történt.
Az 1968-as kommunista területi átrendezésig a falu közigazgatásilag önálló volt, községközpontként működött. A szomszédos két faluval, Hodgyával és Ócfalvával alkotott községet. Akkor megszüntették a községet és a szomszédos Felsőboldogfalvához csatolták a falut. Ezzel megkezdődött több évszázados gyarapodásának a megtorpanása,  visszafejlődése. Nemcsak közigazgatásilag szűnt meg vezető szerepe, hanem rendre leépült a jól működő 8 osztályos iskolája és más intézményei.
2005. augusztus 23-án árvíz alá került. 2006-ban sikerült felújítani a templomot, az iskolát és a gyülekezeti házat.

## Látnivalók
- Református temploma 1684-ben épült, tornya 1776-ból való. 1814-ben tűzvész pusztította, 1848. november 6-án Heydte tábornok visszavonuló csapatai gyújtották fel, és 1851-re állították helyre.